# Svinfylking

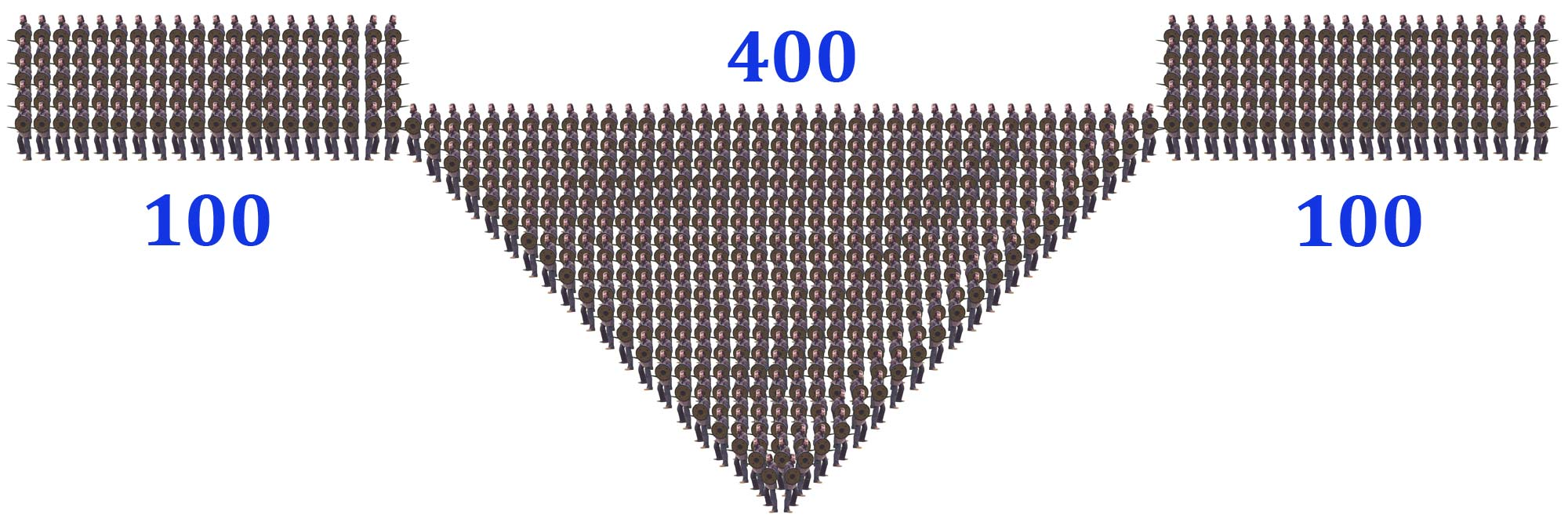
Illustration som visar uppställning i svinfylking. Anfallsriktningen är nedåt i bilden.

Svinfylking var förr en slagordning för en offensiv stridstaktik. Den bestod av en kilformad enhet med två man längst fram i spetsen mot fienden. Stridsformationen var avsedd att bryta igenom fiendens linjer och liknades vid ett vildsvins tryne, och kraften som frigjordes i fylkingens spets ansågs vara lika kraftfull som ett framrusande uppretat vildsvin. 
Den kilformiga slagordningen kallas på latin cuneus, kil, och användes första gångerna i slaget vid Leuktra 371 f.Kr. och slaget vid Mantineia 362 f.Kr. och ledde då till Epameinondas seger.  Även gallerna, germanerna och spanjorerna använde sig ofta av cuneus, vilken de romerske soldaterna skämtsamt kallade caput porcinum (svinhuvud).
Stridstaktiken användes senare av bland andra vikingarna.